# Montbrison
Montbrison es una comuna francesa situada en el departamento de Loira, de la región de Auvernia-Ródano-Alpes. Es la subprefectura del distrito de su nombre y la cabecera (bureau centralisateur en francés) del cantón de su nombre.

## Demografía
| 5 000 | 4 703 | 5 400 | 5 486 | 5 265 | 6 266 | 7 054 | 7 003 | 8 047 | 7 456 | 7 201 | 6 475 | 6 987 | 6 363 | 7 006 | 7 369 | 7 086 | 7 170 | 7 520 | 7 631 | 7 707 | 7 800 | 7 645 | 7 783 | 7 756 | 7 934 | 8 521 | 10 697 | 11 213 | 12 451 | 13 280 | 14 064 | 14 589 | 15 010 |
| Para los censos de 1962 a 1999 la población legal corresponde a la población sin duplicidades (Fuente: INSEE [Consultar]) |       |       |       |       |       |       |       |       |       |       |       |       |       |       |       |       |       |       |       |       |       |       |       |       |       |       |        |        |        |        |        |        |        |

La población del municipio en 2007 era de 15 010 habitantes, 3 674 de ellos en la commune associée de Moingt. La aglomeración urbana incluye también las comunas de Savigneux, Lézigneux, Écotay-l'Olme y Saint-Thomas-la-Garde, y tiene una población de 21 364 habitantes.
Está integrada en la Communauté d'agglomération Loire-Forez, de la que es la mayor población.

## Personalidades célebres
- Marie-Anne Pierrette Paulze (1758-1836), química, científica y traductora;
- Victor de Laprade (1812-1883), poeta;
- Pierre Boulez (1925-2016), compositor y director de orquesta;
- Guillaume Cizeron (1994-), patinador artístico sobre hielo.